# Hans Buchner (compositore)
Hans Buchner, conosciuto anche come Hans von Constanz (Ravensburg, 26 ottobre 1483 – Costanza o Überlingen?, 1538), è stato un compositore, organista, teorico musicale e costruttore di organi tedesco.

## Biografia
Buchner apparteneva ad una famiglia di organisti e organari. Studiò musica con Paul Hofhaimer, presso cui visse per circa due o tre anni. In seguito fu probabilmente organista del coro della corte imperiale nel periodo in cui Hofhaimer, detentore dell'incarico, lavorò a Passavia; ricevette come compenso 100 ducati all'anno dall'imperatore Massimiliano I, ossia quanto lo stesso Hofhaimer.
Nominato alla cattedrale di Costanza, dal 1506 fu organista anche a Basilea, ottenendo l'incarico vitalizio dal 1512.
Dal 1526 si trasferì a Überlingen, a causa del movimento della Riforma che aveva raggiunto allora Costanza. Trascorse gli anni successivi in relativa povertà. Tra i suoi allievi, divennero noti uno dei suoi due figli, Hans Konrad Buchner, e Fridolin Sicher, organista della chiesa collegiata di San Gallo.
Sebbene Buchner fosse stimatissimo dai suoi contemporanei come organista, costruttore di organi e insegnante, la sua fama è legata unicamente al trattato teorico-pratico Fundamentum, scritto intorno al 1520. La terza parte dell'opera contiene la prima descrizione di un metodo per la composizione contrappuntistica su un cantus firmus ed è seguito da molti esempi musicali composti dallo stesso Buchner.